# Seznam léčivých rostlin, E–G
Toto je seznam léčivých rostlin, jejichž český název začíná písmenem E+F+G.

CELÝ SEZNAM A-B-C-Č-D+Ď-E+F+G-H-Ch+I+J-K-L-M-N+O-P-R+Ř-S+Š-T+U-V+W+Y-Z+Ž

## E+F+G
| Český název (další českojazyčné a lidové názvy)                                                                            | Vědecký název                  | Užívaná část                                                             | Lékopisný název                                 | Charakteristika účinků a použití        | Botanické vyobrazení nebo fotka |
| --- | ------------------------------ | ------------------------------------------------------------------------ | ----------------------------------------------- | --------------------------------------- | ------------------------------- |
| Echeveria | Cotyledon (L.)                 |                                                                          |                                                 |                                         |                                 |
| Fazol obecný | Phaseolus vulgaris (L.)        | fazolové lusky bez semen                                                 | Fructus phaseoli sine semine                    | antidiabetikum, diuretikum, metabolikum |                                 |
| Fenykl obecný (římský kopr, sladký kopr, vlašský kopr)                                                                     | Foeniculum vulgare (Mill.)     | plod fenyklu obecného pravého (fenyklový plod hořký), fenyklová silice   | Foeniculi amari fructus, Foeniculi etheroleum   |                                         |                                 |
| Fenykl římský | Foeniculum var. dulce romanum  | Plod fenyklu obecného sladkého (fenyklový plod sladký), fenyklová silice | Foeniculi dulcis fructus, Foeniculi etheroleum  |                                         |                                 |
| Fíkovník bengálský (banyán)                                                                                                | Ficus benghalensis (L.)        |                                                                          |                                                 |                                         |                                 |
| Fíkovník posvátný (pipal)                                                                                                  | Ficus religiosa (L.)           |                                                                          |                                                 |                                         |                                 |
| Fíkovník pryžodárný (asámský kaučuk, fikus pokojový, gumovníkový strom)                                                    | Ficus elastica (Roxb.)         |                                                                          |                                                 |                                         |                                 |
| Fíkovník smokvoň (fikus ovocný, fík, mamony, pihvy)                                                                        | Ficus carica (L.)              |                                                                          |                                                 |                                         |                                 |
| Galgán lékařský (alpinie, galgan, galgán menší, kalkant, laos, siamský zázvor)                                             | Alpinia officinarum (Hance)    |                                                                          |                                                 |                                         |                                 |
| Galgán větší (galanga, galgant, malaba)                                                                                    | Alpinia galanga (L.) Willd.    |                                                                          |                                                 |                                         |                                 |
| Gomut cukrodárný (cukrová palma)                                                                                           | Arenga pinnata (Wurmb) (Merr.) |                                                                          |                                                 |                                         |                                 |
| Granátovník obecný (marhaník granátový, amardana, balaustia, granátové jablko, palmagrán, punské jablko, zrnaté jablko...) | Punica granatum (L.)           | usušená kůra                                                             | Cortex granati seu punicaeoficiální v ČsL 1     | odčervující účinky (anthelmintikum)     |                                 |
| Guajak léčivý (svaté dřevo, železné dřevo)                                                                                 | Guaiacum officinale (L.)       | dřevo, pryskyřice                                                        | Lignum guajaci, Resina guajacioficiální v ČsL 2 |                                         |                                 |
| Guar guarové boby | Cyamopsis tetragonoloba        | guar (mletý endosperm semen)                                             | Cyamopsidis seminis pulvis                      |                                         |                                 |